# 지미 반스
제임스 딕슨 "지미" 반스(영어: James Dixon "Jimmy" Barnes, AO, 1956년 4월 28일 ~ )는 오스트레일리아의 싱어송라이터이다. 콜드 치즐(Cold Chisel)의 리드 보컬로 이름을 알렸으며, 1980년대부터 솔로 활동을 겸했다. 2016년까지 발표한 솔로 정규 음반 16개 중 9개가 오스트레일리아 음반 차트 1위에 올랐다.
솔로로 발표한 노래 중 〈Working Class Man〉을 비롯해 〈Too Much Ain't Enough Love〉, 〈Lay Down Your Guns〉, 〈Stone Cold〉 등이 유명하다.

## 솔로 정규 음반
|  | 음반 이름 뒤에 발매연도와 오스트레일리아 음반 차트 성적을 표기하였다. |

- Bodyswerve (1983) - 1위
- For the Working Class Man (1985) - 1위
- Freight Train Heart (1987) - 1위
- Two Fires (1990) - 1위
- Soul Deep (1991) - 1위
- Heat (1993) - 2위
- Flesh and Wood (1993) - 2위
- Psyclone (1995) - 2위
- Love and Fear (1999) - 22위
- Soul Deeper... Songs from the Deep South (2000) - 3위
- Double Happiness (2005) - 1위
- Out in the Blue (2007) - 3위
- The Rhythm and the Blues (2009) - 1위
- Rage and Ruin (2011) - 3위
- 30:30 Hindsight (2014) - 1위
- Soul Searchin' (2016) - 1위
- Och Aye the G'nu (2017, 위글스와 합작한 어린이 음악 음반) - 34위
- My Criminal Record (2019) - 1위

## 상훈
- 1989년 제3회 ARIA 뮤직 어워드 최우수 남성 아티스트상
- 1992년 제6회 ARIA 뮤직 어워드 최우수 남성 아티스트상
- 2017년 오스트레일리아 훈장 오피서(AO; Officer of the Order of Australia)[1]